# 맘마미아 (텔레비전 프로그램)
맘마미아는 2013년 4월 14일부터 2014년 3월 19일까지 방송된 KBS 2TV의 예능 프로그램이다.

## 방송 시간
| 방송 채널 | 방송 기간                          | 방송 시간                                | 비고                 |
| --------- | ---------------------------------- | ---------------------------------------- | -------------------- |
| KBS 2TV   | 2013년 4월 14일 ~ 2013년 10월 27일 | 일요일 오후 4시 55분~오후 6시 5분(70분)  | 해피선데이 코너 편성 |
| KBS 2TV   | 2013년 10월 30일 ~ 2014년 3월 19일 | 수요일 오후 11시 10분~밤 12시 30분(80분) | 독립 편성            |

## 진행자
| 대수 | 진행자                 | 방송 기간                        |
| ---- | ---------------------- | -------------------------------- |
| 1대  | 박미선, 이영자, 민호   | 2013년 4월 14일~2013년 5월 12일  |
| 2대  | 박미선, 이영자, 규현   | 2013년 5월 19일~2013년 10월 27일 |
| 3대  | 박미선, 이영자, 허경환 | 2013년 10월 30일~2014년 3월 19일 |

## 게스트

### 2013년
| 회차                                                         | 방송 일자        | 출연자                                                                                                |
| ------------------------------------------------------------ | ---------------- | --- |
| 1회                                                          | 2013년 4월 14일  | 박은영, 김영희, 박경림, 남희석, 김동준, 김민경, 니엘, 지나                                            |
| 2회                                                          | 2013년 4월 21일  | 박은영, 김영희, 박경림, 정진운, 김현철 김준현, 김기리, 니엘                                           |
| 3회                                                          | 2013년 4월 28일  | 박은영, 김영희, 박경림, 남희석, 정진운 김원효, 로이킴, 양상국                                         |
| 4회                                                          | 2013년 5월 5일   | 박은영, 김영희, 박경림, 안선영, 정진운 김원효, 아이비, 장동우                                         |
| 5회                                                          | 2013년 5월 12일  | 박은영, 김영희, 박경림, 아이비, 홍진경 김경진, JK 김동욱, 니엘                                        |
| 6회                                                          | 2013년 5월 19일  | 박은영, 김영희, 박경림, 아이비, 정성호 유민상, 김동현, 주니엘                                         |
| 7회                                                          | 2013년 5월 26일  | 박은영, 김영희, 박경림, 최병철, 신보라, 서인국 닉쿤, 케빈, 니엘                                       |
| 8회                                                          | 2013년 [월 2일   | 박은영, 김영희, 박경림, 조혜련, 김현숙 김재경, 김예원, 솔비                                           |
| 9회                                                          | 2013년 6월 9일   | 박은영, 김영희, 박경림, 조혜련, 유민상 이기찬, 양재진, 김동현, 송서연, 권리세 니엘, 아비가일 알데레떼 |
| 10회                                                         | 2013년 6월 16일  | 김영희, 박경림, 조혜련, 안선영, 정진운 동우, 미르, 산들, 다솜, 니엘                                   |
| 11회                                                         | 2013년 6월 23일  | 박은영, 김영희, 박경림, 조혜련, 이지훈 유민상, 송준근, 케빈, 윤보미                                   |
| 12회                                                         | 2013년 6월 30일  | 박은영, 김영희, 박경림, 조혜련, 김정민, 미르                                                          |
| 13회                                                         | 2013년 7월 7일   | 박은영, 김영희, 조혜련, 이지훈, 솔비, 미르                                                            |
| 14회                                                         | 2013년 7월 14일  | 박은영, 김영희, 이지훈, 솔비                                                                          |
| 15회                                                         | 2013년 7월 21일  | 박은영, 김영희, 이정신, 솔비                                                                          |
| 16회                                                         | 2013년 7월 28일  | 박은영, 김영희, 이지훈, 솔비                                                                          |
| 17회                                                         | 2013년 8월 4일   | 박은영, 김영희, 이지훈, 솔비                                                                          |
| 18회                                                         | 2013년 8월 11일  | 박은영, 김영희, 이지훈, 솔비                                                                          |
| 19회                                                         | 2013년 8월 18일  | 박은영, 김영희, 이지훈, 솔비                                                                          |
| 20회                                                         | 2013년 8월 25일  | 박은영, 김영희, 이지훈, 송은이, 김재욱 정승환, 이수지, 정찬민, 허경환, 솔비, 신보라, 헨리             |
| 21회                                                         | 2013년 9월 1일   | 박은영, 김영희, 노유민, 이지훈, 김보성 허경환, 박휘순, 정주리, 찬열, 빽가                             |
| 22회                                                         | 2013년 9월 8일   | 박은영, 김영희, 조혜련, 천명훈, 박규리 공민지, 허경환, 정주리, 에일리, 앤디, 신지 천지                |
| 23회                                                         | 2013년 9월 15일  | 박은영, 김영희, 조혜련, 천명훈, 박규리 공민지, 정주리, 에일리, 앤디, 신지, 천지                       |
| 24회                                                         | 2013년 9월 22일  | 박은영, 김영희, 김지민, 정찬민, 허경환 이상호, 이상민, 솔비, 필독                                     |
| 25회                                                         | 2013년 9월 29일  | 박은영, 김영희, 허경환, 정주리, 김재경 이창민, 김효진, 김보민, 김현숙, 오나미                         |
| 26회                                                         | 2013년 10월 6일  | 박은영, 김영희, 조혜련, 허경환, 김준호 이성미, 김소형, 낸시랭, 김숙, 이다도시                         |
| 27회                                                         | 2013년 10월 13일 | 김영희, 조혜련, 허경환, 정주리, 토니안 박준규, 조관우, 박용우, 하일, 소유                             |
| 28회                                                         | 2013년 10월 20일 | 허경환, 정주리, 한민관, 김원효, 케이윌 강성진, 문천식, 홍진영                                         |
| 29회                                                         | 2013년 10월 27일 | 박은영, 김영희, 조혜련, 정주리, 김지선 송준근, 송병철, 김세아, 고민정                                 |
| 2013년 10월 30일 수요일 오후 11시 15분으로 이동 및 독립 편성 |                  | |
| 30회                                                         | 2013년 10월 30일 | 박은영, 정주리, 박소영 김보민, 김혜선, 김현숙, 박진주, 레이디 제인, 김지민                            |
| 31회                                                         | 2013년 11월 6일  | 박은영, 정주리, 김혜선, 김보민, 김현숙 박진주, 레이디 제인                                            |
| 32회                                                         | 2013년 11월 13일 | 박은영, 정주리, 김혜선, 김보민, 김현숙 서인국, 박진주, 레이디 제인                                    |
| 33회                                                         | 2013년 11월 20일 | 박은영, 정주리, 김혜선, 김보민, 김현숙 박진주, 레이디 제인                                            |
| 34회                                                         | 2013년 11월 27일 | 박은영, 정주리, 김혜선, 김보민, 김현숙 박진주, 레이디 제인                                            |
| 35회                                                         | 2013년 12월 11일 | 박은영, 정주리, 김혜선, 김보민, 김현숙 류승수, 레이디 제인                                            |
| 36회                                                         | 2013년 12월 18일 | 박은영, 정주리, 김혜선, 김보민, 김현숙 박광현, 레이디 제인                                            |
| 37회                                                         | 2013년 12월 25일 | 박은영, 정주리, 김혜선, 김보민, 김현숙 황광희, 임시완, 레이디 제인                                    |

### 2014년
| 회차 | 방송 일자       | 출연자                                                   |
| ---- | --------------- | -------------------------------------------------------- |
| 38회 | 2014년 1월 1일  | 정주리, 김혜선, 김보민, 김현숙, 김지훈 최희, 레이디 제인 |
| 39회 | 2014년 1월 8일  | 이영자 어머니, 박미선 어머니, 허경환 어머니              |
| 40회 | 2014년 1월 15일 | 이영자 어머니, 박미선 어머니, 허경환 어머니              |
| 41회 | 2014년 1월 22일 | 이영자 어머니, 박미선 어머니, 허경환 어머니              |
| 42회 | 2014년 2월 5일  | 오상진, 오상진 어머니, 양재진, 양재진 어머니             |
| 43회 | 2014년 2월 12일 | 오상진, 오상진 어머니, 양재진, 양재진 어머니             |
| 44회 | 2014년 2월 26일 | 김지민, 김지민 어머니                                    |
| 45회 | 2014년 3월 5일  | 김지민, 김지민 어머니                                    |
| 46회 | 2014년 3월 12일 | 니엘, 니엘 어머니                                        |
| 47회 | 2014년 3월 19일 | 니엘, 니엘 어머니                                        |

## 시청률

### 2013년
| 회차                                              | 방송 일자        | 전국 시청률(증감치) |
| ------------------------------------------------- | ---------------- | ------------------- |
| 1                                                 | 2013년 4월 14일  | 5.6%                |
| 2                                                 | 2013년 4월 21일  | 4.9%(-0.7)          |
| 3                                                 | 2013년 4월 28일  | 4.3%(-0.6)          |
| 4                                                 | 2013년 5월 5일   | 4.5%(+0.2)          |
| 5                                                 | 2013년 5월 12일  | 5.6%(+1.1)          |
| 6                                                 | 2013년 5월 19일  | 5.1%(-0.5)          |
| 7                                                 | 2013년 5월 26일  | 3.8%(-1.3)          |
| 8                                                 | 2013년 6월 2일   | 5.6%(+1.8)          |
| 9                                                 | 2013년 6월 9일   | 5.1%(-0.5)          |
| 10                                                | 2013년 6월 16일  | 4.8%(-0.3)          |
| 11                                                | 2013년 6월 23일  | 5.5%(+0.7)          |
| 12                                                | 2013년 6월 30일  | 5.4%(-0.1)          |
| 13                                                | 2013년 7월 7일   | 5.2%(-0.2)          |
| 14                                                | 2013년 7월 14일  | 5.7%(+0.5)          |
| 15                                                | 2013년 7월 21일  | 4.4%(-1.3)          |
| 16                                                | 2013년 7월 28일  | 5.0%(+0.6)          |
| 17                                                | 2013년 8월 4일   | 4.0%(-1.0)          |
| 18                                                | 2013년 8월 11일  | 5.0%(+1.0)          |
| 19                                                | 2013년 8월 18일  | 4.6%(-0.4)          |
| 20                                                | 2013년 8월 25일  | 4.6%(0)             |
| 21                                                | 2013년 9월 1일   | 4.2%(-0.4)          |
| 22                                                | 2013년 9월 8일   | 4.8%(+0.6)          |
| 23                                                | 2013년 9월 15일  | 3.5%(-1.3)          |
| 24                                                | 2013년 9월 22일  | 2.9%(-0.6)          |
| 25                                                | 2013년 9월 29일  | 4.6%(+1.7)          |
| 26                                                | 2013년 10월 6일  | 5.0%(+0.4)          |
| 27                                                | 2013년 10월 13일 | 4.8%(-0.2)          |
| 28                                                | 2013년 10월 20일 | 3.9%(-0.9)          |
| 29                                                | 2013년 10월 27일 | 6.1%(+2.2)          |
| 2013년 10월 30일, 수요일 오후 11시 15분 독립 편성 |                  |                     |
| 30                                                | 2013년 10월 30일 | 4.1%(-2.0)          |
| 31                                                | 2013년 11월 6일  | 3.8%(-0.3)          |
| 32                                                | 2013년 11월 13일 | 4.0%(+0.2)          |
| 33                                                | 2013년 11월 20일 | 3.4%(-0.6)          |
| 34                                                | 2013년 11월 27일 | 3.4%(0)             |
| 35                                                | 2013년 12월 11일 | 3.7%(+0.3)          |
| 36                                                | 2013년 12월 18일 | 4.8%(+1.1)          |
| 37                                                | 2013년 12월 25일 | 3.9%(-0.9)          |

| 회차                                           | 방송 일자        | 전국 시청률(증감치) |
| ---------------------------------------------- | ---------------- | ------------------- |
| 1                                              | 2013년 4월 14일  | 6.7%                |
| 2                                              | 2013년 4월 21일  | 5.9%(-0.8)          |
| 3                                              | 2013년 4월 28일  | 5.7%(-0.2)          |
| 4                                              | 2013년 5월 5일   | 5.9%(+0.2)          |
| 5                                              | 2013년 5월 12일  | 5.8%(-0.1)          |
| 6                                              | 2013년 5월 19일  | 5.7%(-0.1)          |
| 7                                              | 2013년 5월 26일  | 5.0%(-0.7)          |
| 8                                              | 2013년 6월 2일   | 6.4%(+1.4)          |
| 9                                              | 2013년 6월 9일   | 5.6%(-0.8)          |
| 10                                             | 2013년 6월 16일  | 5.4%(-0.2)          |
| 11                                             | 2013년 6월 23일  | 5.7%(+0.3)          |
| 12                                             | 2013년 6월 30일  | 5.5%(-0.2)          |
| 13                                             | 2013년 7월 7일   | 5.2%(-0.3)          |
| 14                                             | 2013년 7월 14일  | 6.6%(+1.4)          |
| 15                                             | 2013년 7월 21일  | 4.5%(-2.1)          |
| 16                                             | 2013년 7월 28일  | 5.9%(+1.4)          |
| 17                                             | 2013년 8월 4일   | 4.9%(-1.0)          |
| 18                                             | 2013년 8월 11일  | 6.1%(+1.2)          |
| 19                                             | 2013년 8월 18일  | 5.8%(-0.3)          |
| 20                                             | 2013년 8월 25일  | 5.8%(0)             |
| 21                                             | 2013년 9월 1일   | 5.0%(-0.8)          |
| 22                                             | 2013년 9월 8일   | 5.5%(+0.5)          |
| 23                                             | 2013년 9월 15일  | 4.2%(-1.3)          |
| 24                                             | 2013년 9월 22일  | 4.0%(-0.2)          |
| 25                                             | 2013년 9월 29일  | 6.0%(+2.0)          |
| 26                                             | 2013년 10월 6일  | 6.4%(+0.4)          |
| 27                                             | 2013년 10월 13일 | 5.5%(-0.9)          |
| 28                                             | 2013년 10월 20일 | 5.2%(-0.3)          |
| 29                                             | 2013년 10월 27일 | 6.5%(+1.3)          |
| 2013년 10월 30일, 수요일 밤 11시 15분 정규편성 |                  |                     |
| 30                                             | 2013년 10월 30일 | 6.1%(-0.4)          |
| 31                                             | 2013년 11월 6일  | 4.9%(-1.2)          |
| 32                                             | 2013년 11월 13일 | 5.6%(+0.7)          |
| 33                                             | 2013년 11월 20일 | 4.0%(-1.6)          |
| 34                                             | 2013년 11월 27일 | 4.2%(+0.2)          |
| 35                                             | 2013년 12월 11일 | 3.8%(-0.4)          |
| 36                                             | 2013년 12월 18일 | 3.8%(0)             |
| 37                                             | 2013년 12월 25일 | 4.3%(+0.5)          |

### 2014년
| 회차 | 방송 일자       | 전국 시청률(증감치) |
| ---- | --------------- | ------------------- |
| 38   | 2014년 1월 1일  | 4.0%(+0.1)          |
| 39   | 2014년 1월 8일  | 5.0%(+1.0)          |
| 40   | 2014년 1월 15일 | 4.3%(-0.7)          |
| 41   | 2014년 1월 22일 | 4.8%(+0.5)          |
| 42   | 2014년 2월 5일  | 4.2%(-0.6)          |
| 43   | 2014년 2월 12일 | 3.6%(-0.6)          |
| 44   | 2014년 2월 26일 | 3.4%(-0.2)          |
| 45   | 2014년 3월 5일  | 4.5%(+1.1)          |
| 46   | 2014년 3월 12일 | 2.9%(-1.6)          |
| 47   | 2014년 3월 19일 | 2.8%(-0.1)          |

| 회차 | 방송 일자       | 전국 시청률(증감치) |
| ---- | --------------- | ------------------- |
| 38   | 2014년 1월 1일  | 4.8%(+0.5)          |
| 39   | 2014년 1월 8일  | 6.4%(+1.6)          |
| 40   | 2014년 1월 15일 | 5.2%(-1.2)          |
| 41   | 2014년 1월 22일 | 4.9%(-0.3)          |
| 42   | 2014년 2월 5일  | 4.9%(0)             |
| 43   | 2014년 2월 12일 | 4.4%(-0.5)          |
| 44   | 2014년 2월 26일 | 3.9%(-0.5)          |
| 45   | 2014년 3월 5일  | 4.9%(+1.0)          |
| 46   | 2014년 3월 12일 | 3.9%(-1.0)          |
| 47   | 2014년 3월 19일 | 4.1%(+0.2)          |

## 경쟁 예능
기존 일요일 오후 4시 55분에 편성되어 있었으나,
10월 30일부터 수요일 오후 11시 15분 정규 편성 후 종방까지 mbc 라디오스타와 동시간대에 편성되어 시청률에서 고전을 면치 못했다.